# Смячка XIV
Смячка XIV — стоянка ранньої середнякам'яної доби біля села Лісконоги Новгород-Сіверського району Чернігівської області. Має деякі ознаки, що і у стоянки Свідре Вільке у Польщі. За матеріальною культурою Смячки-14 виділено смячківську культурну групу.
Досліджувалась у 1925—1927 М. Я. Рудинським; у 1977 році Дмитром Телегіним та у 1981—1982 роках.
Стоянка розташована на відносно високому правому березі (10-12 м) Десни та на розлитій морені на схилі високого плато лівого берега річки Смячки.

## Культурна належність
Стоянка — східна пам'ятка свідерської культури, що займала в той час сточище Вісли, Німану, Прип'яті, Верхнього Дніпра. За стоянкою Смячка-14 виділено смячкинську групу, що схожа до сожської культури Горішнього Подніпров'я та нобельської групи Волині.
Датується IX тисячоріччя до Р. Х..

## Інвентар
Знайдено в основному великі подібні до ножа крем'яні пластини і виготовлені з них знаряддя (кінцеві скребки і різних типів різці) та так звані верболистні наконечники стріл.
Матеріал коло 1000 екземплярів зібраний у видуві на відносно обмеженій площі у 50-70 м. Всього у комплексі Смячки-14 нараховується біля 100 знарядь. Переважна більшість виготовлена з платвах, включно з кінцевими скребками, боковими та серединними різцями. Характерною рисою комплексу є вістря на платвах, що відносяться до колодкових.
Макролітичні вироби наявні одним примітивним окопоподібним знаряддям.